# Fabrica de bere Grivița
Fabrica de bere Grivița a fost o fabrică de bere din București.
A fost situată în zona Gării Basarab și era limitată de Șoseaua Orhideelor și Strada Afluentului.
A fost construită în anul 1869 de marele industriaș neamț Erhard Luther, la capătul Bucureștilor, pe așa-zisă șosea de centură, pe-atunci Șoseaua Basarabilor, în apropierea moșiei Grant.
A fost una dintre cele dintâi întreprinderi de bere din București și din România.
Berea „Luther”, produsă în halele neamțului Erhard, a devenit, în scurt timp, una dintre cele mai solicitate băuturi în hanurile, restaurantele și locantele Capitalei.
În câțiva ani, fabrica „Luther” și-a câștigat statutul de furnizor al Curții Regale a României, fapt ce a sporit renumele mărcii.
În anul 1905, fabrica a fost vândută fraților Czell, nemți din Brașov.
Aceștia au păstrat și profilul societății, și denumirea.
Frații Czell au modernizat fabrica, iar producția de bere a crescut de la peste 17.000 de hectolitri în 1905 la peste 67.000 de hectolitri în 1910.
În 1916, firma devine societate pe acțiuni, avându-i ca majoritari pe nemții Czell.
După Primul Război Mondial, în 1928, fabrica „Luther” deținea primul loc în industria românească de profil, ajungând să realizeze a șasea parte din producția națională de bere.
După naționalizarea din 1948, fabrica „Luther” devine Întreprinderea de Bere București - Fabrica „Grivița”.
În perioada anilor '70, numele a fost schimbat în Fabrica „Gambrinus”.
În iulie 1998, un grup de investitori britanici și americani a preluat controlul managerial al fabricii și a introdus un program de modernizare și renovare cu o durata de 18 luni, încheiat pe 16 martie 2000.
În mai 2007, fabrica „Grivița” aparținea Heineken România.
Fabrica a fost inclusă pe lista clădirilor monument din patrimoniul cultural bucureștean.
În anul 2007, Primăria Municipiului București a fost nevoită să ceară declasarea acesteia de pe lista monumentelor, pentru a putea realiza pasajul suprateran Basarab. În 2009 fabrica a fost declasată parțial, o parte din clădiri rămânând clasate cu cod LMI B-II-a-B-19313.